# Ciudad iberorromana de Basti
La Ciudad iberorromana de Basti se sitúa sobre el denominado Cerro Cepero, apenas a tres kilómetros de Baza, provincia de Granada, Andalucía, España. 

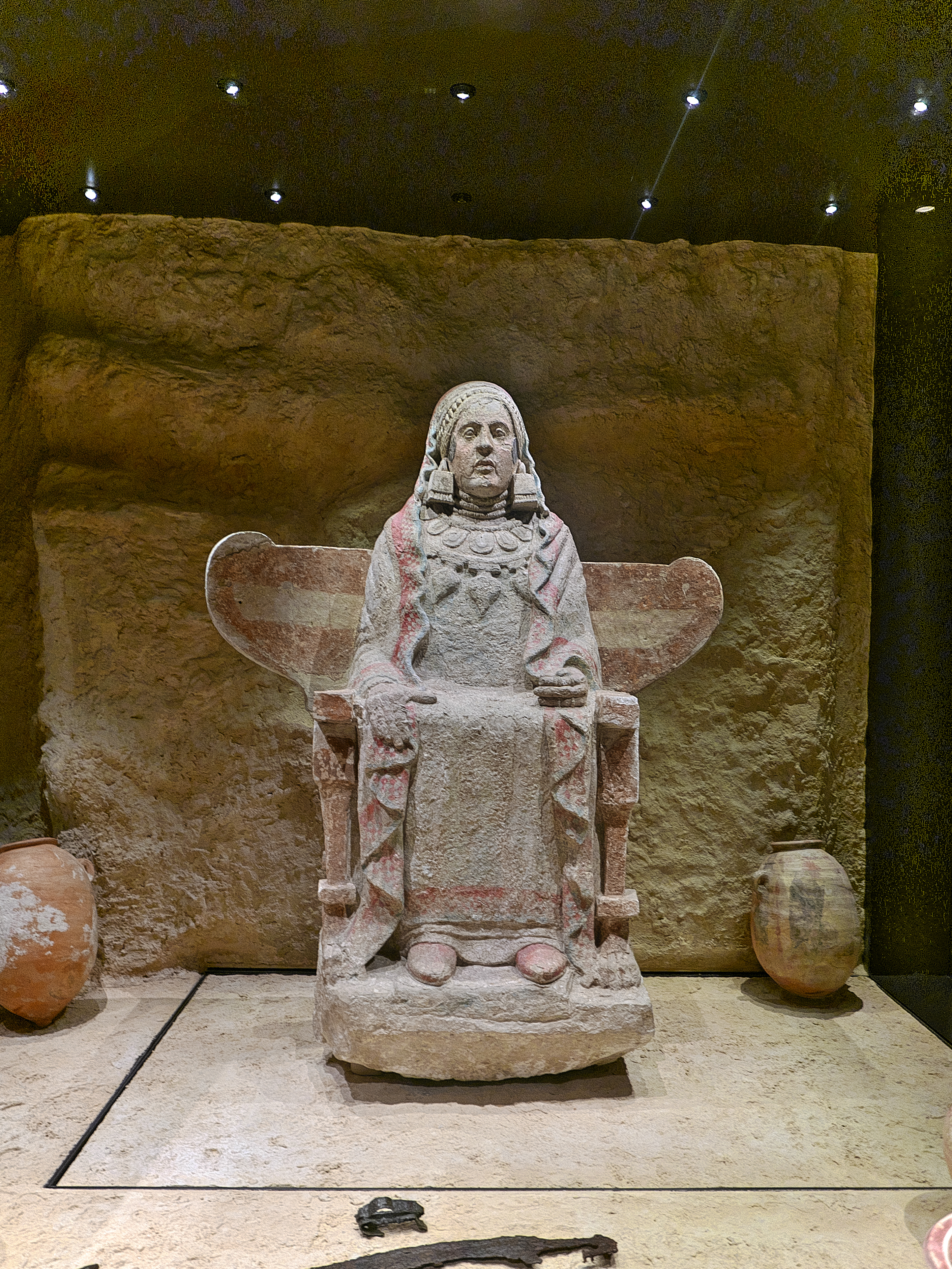
Dama de Baza

Esta fue una de las principales ciudades fortificadas ibéricas de todo el país, hasta el punto de darle nombre a una extensa región, la Bastetania, que abarcaba las actuales provincias de Murcia y Almería y parte de las provincias de Granada, Jaén y Albacete, según citan las fuentes de autores grecolatinos contemporáneos.
Posiblemente fundada en torno a los siglos VIII-VII a. C., alcanzó su mayor esplendor entre los siglos V a. C. y I d C. Ocupada también por visigodos y bizantinos, se abandonó a principios de la Edad Media, desplazándose sus habitantes hasta el lugar de la Baza actual. 
En Basti encontramos la necrópolis de Cerro del Santuario, ésta es una de las dos necrópolis ibéricas localizadas junto a la ciudad iberorromana de Basti (la otra necrópolis es Cerro Largo). En ella se encontró en 1971 la Dama de Baza, uno de los mejores ejemplos de la estatuaria funeraria ibérica e incluso de todo el arte ibero.